# Черемушки (Курська область)
Черемушки (рос. Черемушки) — селище в Курському районі Курської області Російської Федерації.
Населення становить 1050 осіб. Входить до складу муніципального утворення Леб'яженська сільрада.

## Історія
Населений пункт розташований на території українського етнічного та культурного краю Східна Слобожанщина.
Від 2004 року входить до складу муніципального утворення Леб'яженська сільрада.

## Населення
| 2002 | 2010  |
| ---- | ----- |
| 1067 | ↘1050 |